# I liga polska w rugby (1981/1982)
I liga polska w rugby (1981/1982) – dwudziesty szósty sezon najwyższej klasy ligowych rozgrywek klubowych rugby union w Polsce. Tytuł mistrza Polski zdobyła drużyna AZS AWF Warszawa, drugie miejsce zajęła Lechia Gdańsk, a trzecie Budowlani Łódź.

## Uczestnicy rozgrywek
W rozgrywkach I ligi w tym sezonie uczestniczyło dziewięć drużyn. Było wśród nich siedem drużyn poprzedniego sezonu: AZS AWF Warszawa, Skra Warszawa, Lechia Gdańsk, Orkan Sochaczew, Budowlani Łódź, Budowlani Lublin i Posnania Poznań (po zakończeniu poprzedniego sezonu drużyna rugby Polonii Poznań połączyła się z Posnanią i ta mimo zajęcia ostatniego miejsca pozostała w I lidze). Skład I ligi uzupełniły dwie drużyny, które awansowały z II ligi – Czarni Bytom i Ogniwo Sopot.

## Przebieg rozgrywek
Ze względu na planowaną zmianę systemu rozgrywek na wiosna – jesień, w tym sezonie mecze rozgrywano od jesieni do jesieni, każdy z każdym, mecz i rewanż. Dwie najsłabsze drużyny spadały do II ligi.
Wyniki spotkań:
|                  | AZS AWF Warszawa | Skra Warszawa | Lechia Gdańsk | Orkan Sochaczew | Budowlani Łódź | Budowlani Lublin | Posnania Poznań | Czarni Bytom | Ogniwo Sopot |
| AZS AWF Warszawa | –                | 24:3          | 33:18         | 25:17           | 4:9            | 60:4             | 50:0            | 4:14         | 30:3         |
| Skra Warszawa    | 4:8              | –             | 15:9          | 21:20           | 18:21          | 38:3             | 3:14            | 10:15        | 29:0         |
| Lechia Gdańsk    | 8:3              | 18:9          | –             | 20:3            | 25:7           | 19:7             | 29:10           | 4:7          | 24:23        |
| Orkan Sochaczew  | 3:24             | 8:13          | 10:27         | –               | 12:54          | 16:6             | 16:10           | 20:6         | 13:18        |
| Budowlani Łódź   | 15:24            | 25:9          | 11:12         | 22:20           | –              | 8:9              | 36:3            | 29:18        | 34:4         |
| Budowlani Lublin | 0:22             | 13:28         | 7:30          | 4:34            | 0:65           | –                | 9:0 (wo)        | 38:4         | 9:0 (wo)     |
| Posnania Poznań  | 17:6             | 22:0          | 7:3           | 34:8            | 10:17          | 22:12            | –               | 22:7         | 32:9         |
| Czarni Bytom     | 4:75             | 6:18          | 12:6          | 32:0            | 15:14          | 22:13            | 13:10           | –            | 9:0 (wo)     |
| Ogniwo Sopot     | 9:30             | 29:14         | 9:26          | 15:3            | 12:26          | 11:3             | 10:31           | 6:23         | –            |

Tabela końcowa (na czerwono wiersze z drużynami, które spadły do II ligi):
| Pozycja | Drużyna          | Punkty razem | Bilans punktów |
| ------- | ---------------- | ------------ | -------------- |
| 1       | AZS AWF Warszawa | 40           | 422:124        |
| 2       | Lechia Gdańsk    | 38           | 278:173        |
| 3       | Budowlani Łódź   | 38           | 393:194        |
| 4       | Czarni Bytom     | 36           | 207:269        |
| 5       | Posnania Poznań  | 33           | 244:228        |
| 6       | Skra Warszawa    | 30           | 232:240        |
| 7       | Orkan Sochaczew  | 24           | 203:331        |
| 8       | Budowlani Lublin | 24           | 137:379        |
| 9       | Ogniwo Sopot     | 20           | 158:336        |

## II liga
Równolegle z rozgrywkami I ligi odbywała się rywalizacja w II lidze. Zagrało tam pięć drużyn, a w ciągu sezonu dołączyła szósta (drugi zespół Czarnych Bytom). Do rozgrywek powróciła po przerwie Mazovia Mińsk Mazowiecki i Brda Rytel. Debiutowała założona w 1981 drużyna Bobrek Karb Bytom. Rozgrywki toczyły się przez półtora roku, każdy z każdym trzykrotnie. Do I ligi awansowała najlepsza drużyna.
Końcowa klasyfikacja II ligi (na zielono wiersz z drużyną, która awansowała do I ligi):
| Pozycja | Drużyna                  |
| ------- | ------------------------ |
| 1       | Budowlani Olsztyn        |
| 2       | Bobrek Karb Bytom        |
| 3       | Juvenia Kraków           |
| 4       | Mazovia Mińsk Mazowiecki |
| 5       | Czarni II Bytom          |
| 6       | Brda Rytel               |

## Inne rozgrywki
W finale Pucharu Polski Czarni Bytom pokonali Lechię Gdańsk 16:7. W mistrzostwach Polski juniorów zwycięstwo odniosło Ogniwo Sopot, podobnie w rozegranych po raz pierwszy mistrzostwa Polski kadetów. 

## Nagrody
Najlepszym zawodnikiem został Zbigniew Kiciński, a trenerem Andrzej Kopyt.